# Mark Blount
Mark D. Blount (Yonkers, 30 novembre 1975) è un ex cestista statunitense, professionista nella NBA.

## Carriera
È stato selezionato dai Seattle SuperSonics al secondo giro del Draft NBA 1997 (54ª scelta assoluta).

## Statistiche

### College
| Anno      | Squadra             | PG | PT | MP   | TC%  | 3P%  | TL%  | RP  | AP  | PRP | SP  | PP  |
| --------- | ------------------- | -- | -- | ---- | ---- | ---- | ---- | --- | --- | --- | --- | --- |
| 1995-1996 | Pittsburgh Panthers | 27 | 8  | 14,4 | 41,2 | -    | 54,2 | 3,0 | 0,3 | 0,3 | 1,0 | 3,6 |
| 1996-1997 | Pittsburgh Panthers | 29 | 28 | 26,2 | 48,8 | 50,0 | 50,8 | 4,1 | 1,0 | 0,7 | 2,7 | 9,1 |
| Carriera  | Carriera            | 56 | 36 | 20,5 | 46,6 | 50,0 | 51,8 | 3,6 | 0,7 | 0,5 | 1,9 | 6,4 |

### NBA

#### Regular Season
| Anno      | Squadra            | PG  | PT  | MP   | TC%  | 3P%  | TL%  | RP  | AP  | PRP | SP  | PP   |
| --------- | ------------------ | --- | --- | ---- | ---- | ---- | ---- | --- | --- | --- | --- | ---- |
| 2000-2001 | Boston Celtics     | 64  | 50  | 17,2 | 50,5 | -    | 69,7 | 3,6 | 0,5 | 0,6 | 1,2 | 3,9  |
| 2001-2002 | Boston Celtics     | 44  | 0   | 9,4  | 42,1 | -    | 81,1 | 1,9 | 0,2 | 0,4 | 0,4 | 2,1  |
| 2002-2003 | Denver Nuggets     | 54  | 24  | 16,4 | 39,3 | -    | 71,7 | 3,4 | 0,6 | 0,4 | 0,9 | 5,2  |
| 2002-2003 | Boston Celtics     | 27  | 7   | 19,2 | 56,3 | -    | 75,0 | 4,6 | 0,8 | 0,7 | 0,6 | 4,4  |
| 2003-2004 | Boston Celtics     | 82  | 73  | 29,3 | 56,6 | -    | 71,9 | 7,2 | 0,9 | 1,0 | 1,3 | 10,3 |
| 2004-2005 | Boston Celtics     | 82  | 57  | 26,0 | 52,9 | 0,0  | 71,3 | 4,8 | 1,6 | 0,4 | 0,8 | 9,4  |
| 2005-2006 | Boston Celtics     | 39  | 25  | 27,8 | 51,1 | -    | 76,4 | 4,2 | 1,7 | 0,4 | 0,9 | 12,4 |
| 2005-2006 | Minnesota T'wolves | 42  | 30  | 27,5 | 50,6 | -    | 74,7 | 4,8 | 0,8 | 0,6 | 1,0 | 10,2 |
| 2006-2007 | Minnesota T'wolves | 82  | 81  | 31,0 | 50,9 | 29,0 | 75,4 | 6,2 | 0,8 | 0,5 | 0,7 | 12,3 |
| 2007-2008 | Miami Heat         | 69  | 46  | 22,3 | 46,2 | 38,6 | 63,8 | 3,8 | 0,6 | 0,5 | 0,5 | 8,4  |
| 2008-2009 | Miami Heat         | 20  | 0   | 10,4 | 38,5 | 40,7 | 61,5 | 2,1 | 0,2 | 0,1 | 0,4 | 4,0  |
| Carriera  | Carriera           | 605 | 393 | 23,1 | 50,4 | 35,9 | 72,3 | 4,6 | 0,8 | 0,5 | 0,8 | 8,2  |

#### Playoffs
| Anno     | Squadra        | PG | PT | MP   | TC%  | 3P% | TL%  | RP  | AP  | PRP | SP  | PP   |
| -------- | -------------- | -- | -- | ---- | ---- | --- | ---- | --- | --- | --- | --- | ---- |
| 2002     | Boston Celtics | 4  | 0  | 9,8  | 50,0 | -   | 100  | 1,8 | 0,3 | 0,5 | 0,5 | 1,5  |
| 2003     | Boston Celtics | 10 | 0  | 14,4 | 54,5 | -   | 70,0 | 3,6 | 0,2 | 1,1 | 0,8 | 3,1  |
| 2004     | Boston Celtics | 4  | 4  | 36,3 | 48,6 | -   | 73,7 | 9,3 | 1,0 | 1,5 | 2,0 | 12,0 |
| 2005     | Boston Celtics | 4  | 0  | 10,8 | 28,6 | -   | 0,0  | 1,5 | 0,3 | 0,0 | 0,0 | 2,0  |
| Carriera | Carriera       | 22 | 4  | 16,9 | 46,7 | -   | 69,7 | 3,9 | 0,4 | 0,9 | 0,8 | 4,2  |

## Palmarès
- Campione USBL (1998)
- All-USBL First Team (2000)
- USBL All-Defensive Team (2000)
- Miglior stoppatore USBL (2000)